# Hiến pháp nước Cộng hòa xã hội chủ nghĩa Việt Nam năm 2013
Hiến pháp nước Cộng hòa xã hội chủ nghĩa Việt Nam năm 2013 là bản Hiến pháp của nước Cộng hòa xã hội chủ nghĩa Việt Nam có hiệu lực từ ngày 1 tháng 1 năm 2014. Bản Hiến pháp được Quốc hội Việt Nam khóa XIII, kỳ họp thứ 6 thông qua vào sáng ngày 28 tháng 11, và được Chủ tịch nước Trương Tấn Sang ký Lệnh công bố Hiến pháp nước Cộng hòa xã hội chủ nghĩa Việt Nam và Nghị quyết quy định một số điểm thi hành Hiến pháp vào ngày 8 tháng 12 năm 2013.
Hiến pháp có tổng cộng có 11 Chương với 120 Điều. So với bản Hiến pháp trước, có 12 điều mới được đưa vào Hiến pháp mới, đó là: các điều về Nhân quyền (Điều 19, 34, 41–43), Ngân sách nhà nước (Điều 55), Chính sách bảo vệ môi trường (Điều 63), Chính quyền địa phương (Điều 111), Hội đồng bầu cử (Điều 117), Kiểm toán Nhà nước (Điều 118),...

## Tổng quan
Ngày 2 tháng 1 năm 2013, Ủy ban dự thảo sửa đổi Hiến pháp năm 1992 chính thức công bố Dự thảo sửa đổi Hiến pháp năm 1992 trên các phương tiện thông tin đại chúng để lấy ý kiến rộng rãi của các tầng lớp nhân dân. Thời gian lấy ý kiến từ ngày công bố đến hết ngày 31 tháng 3 năm 2013. Trong lần sửa Hiến pháp này, rất nhiều vấn đề hệ trọng của đất nước đã được nhân dân tham gia ý kiến, phản ánh qua các phương án khác nhau cho từng điều khoản Hiến pháp.
Sau một năm thảo luận và nhận ý kiến từ các bên, Bản dự thảo sửa đổi cuối cùng được đệ trình lên kỳ họp Quốc hội thứ 6 khóa 13, tháng 10 và 11 năm 2013 để thông qua.
Theo kết quả cuộc khảo sát "Chỉ số Công lý 2012" do Chương trình Phát triển Liên Hợp Quốc (UNDP) tại Việt Nam, Hội Luật gia Việt Nam, Trung tâm Nghiên cứu phát triển và hỗ trợ cộng đồng, thì 42.4% dân chúng Việt Nam không biết gì về Hiến pháp hoặc chưa bao giờ nghe nói đến Hiến pháp. Với 57.6% còn lại – những người biết hiến pháp là gì hoặc đã từng nghe nói tới Hiến pháp thì có tới 23% không hề biết Việt Nam đang tổ chức góp ý sửa đổi Hiến pháp. Tuy nhiên, TS. Đặng Ngọc Dinh, Giám đốc CECODES giải thích rằng thời điểm thực hiện khảo sát là từ đầu năm 2012, khi việc lấy ý kiến người dân cho sửa đổi Hiến pháp 1992 chưa diễn ra mạnh mẽ nên mới có nhiều người dân chưa biết đến Hiến pháp.

## Các kiến nghị nổi bật
Lần đầu tiên trong lịch sử, việc góp ý sửa đổi Hiến pháp 1992 được chính quyền Việt Nam đưa đến từng hộ gia đình. Theo báo cáo của các cơ quan, tổ chức hữu quan, trong 5 tháng tính tới tháng 5/2013, đã có hơn 26 triệu lượt ý kiến góp ý của nhân dân về Dự thảo sửa đổi Hiến pháp, với hơn 28.000 hội nghị, hội thảo, tọa đàm được tổ chức
Nhiều nhân sĩ đã góp ý bỏ Điều 4 để đảng cầm quyền cạnh tranh chính trị cùng các đảng khác, sửa các điều khoản về quyền con người, sở hữu đất đai, tổ chức Nhà nước, lực lượng vũ trang, trưng cầu dân ý đối với Hiến pháp. Báo Quân đội Nhân dân trong thời gian này đưa ra bài viết nêu quan điểm rằng "đòi bỏ Điều 4 trong Dự thảo sửa đổi, bổ sung Hiến pháp năm 1992" là "mưu đồ xóa bỏ vai trò lãnh đạo của Đảng Cộng sản Việt Nam". Tổng Bí thư Nguyễn Phú Trọng cũng đã phát biểu rằng một số góp ý cho Dự thảo, bao gồm đề xuất sửa đổi Điều 4, thể hiện "suy thoái chính trị". GS Nguyễn Minh Thuyết cho rằng bỏ hay giữ Điều 4 thực chất không thay đổi bản chất lãnh đạo duy nhất của Đảng Cộng sản, một khi Điều 2 Dự thảo sửa đổi Hiến pháp 1992 đã khẳng định "Nhà nước Cộng hòa xã hội chủ nghĩa Việt Nam là nhà nước pháp quyền xã hội chủ nghĩa". Trong dự thảo Hiến pháp lần 3, có những vấn đề đã được ghi vào bản dự thảo (như đổi tên nước, bỏ quy định thu hồi đất vì mục đích kinh tế xã hội, trưng cầu dân ý về Hiến pháp…) Tuy nhiên, Dự thảo sửa đổi Hiến pháp bản mới nhất trình Quốc hội tháng 5/2013: Một số nội dung trở lại như dự thảo lần đầu. Dự thảo mới không còn nêu phương án trở lại tên nước Việt Nam Dân chủ Cộng hòa; giữ nguyên nền tảng liên minh giai cấp (Điều 2); không còn phương án diễn đạt gọn Điều 4; Lời nói đầu, dự thảo mới không ghi nhận "chủ quyền nhân dân" mà thay bằng "quyền làm chủ" – khi nói về mối quan hệ giữa nhân dân và HP.

### Kiến nghị 72
Tháng 1 năm 2013, theo RFA, 72 chính khách, trí thức đã cùng nhau ký một bản kiến nghị có tên là "Kiến nghị về sửa đổi Hiến pháp 1992" (đề ngày 19 tháng 1 năm 2013), gọi tắt là Kiến nghị 72. Theo trang BBC tiếng Việt, 72 nhân sĩ còn bao gồm: nhà văn Nguyên Ngọc, Giáo sư Tương Lai, Thiếu tướng Nguyễn Trọng Vĩnh, Tiến sĩ Lê Đăng Doanh, Tiến sĩ Nguyễn Quang A... Trong danh sách những người khởi xướng, có ít nhất một nửa là đảng viên Cộng sản, trong đó có những người đã từng giữ chức vụ cao hoặc đã từng làm cố vấn cho các nhà lãnh đạo cao cấp trong hệ thống chính trị hiện hành. Ngày 4 tháng 2, ông Nguyễn Đình Lộc nguyên Bộ trưởng Bộ Tư pháp, cùng Nguyên Thứ trưởng Bộ Khoa học và Công nghệ Chu Hảo, nguyên Phó Chủ nhiệm Ủy ban Văn hóa, Giáo dục, Thanh niên, Thiếu niên và Nhi đồng của Quốc hội Nguyễn Minh Thuyết, GS Hoàng Xuân Phú, nhà văn Nguyên Ngọc, GS Tương Lai, GS Hoàng Tụy, TS Nguyễn Quang A, bà Phạm Chi Lan nguyên thành viên Ban nghiên cứu của Thủ tướng Chính phủ, GS Hồ Uy Liêm, nguyên Phó Chủ tịch Liên hiệp các Hội KH & KTVN… đã đến Văn phòng Ban dự thảo sửa đổi Hiến pháp trao bản kiến nghị sửa đổi Hiến pháp năm 1992.
Nội dung của kiến nghị cũng như bản dự thảo Hiến pháp đính kèm (được coi như một tài liệu để tham khảo và thảo luận) đã bày tỏ một số quan điểm về hiến pháp vượt ra khỏi khuôn khổ của hiến pháp hiện hành (tức Hiến pháp 1992 – bản sửa đổi năm 2001), Kiến nghị này đề nghị tam quyền phân lập, bỏ vai trò lãnh đạo độc quyền của Đảng Cộng sản, áp dụng quyền sở hữu cá nhân về đất đai, bỏ chức năng chính của quân đội là phục vụ đảng cầm quyển mà thay vào đó là phục vụ nhân dân, dành nhiều quyền dân chủ hơn cho nhân dân, trưng cầu dân ý đối với Hiến pháp.
Theo RFA, kiến nghị gồm một số điểm chính sau:
- Kiến nghị về Lời nói đầu và về Chương I: Hiến pháp cần xác định mục tiêu trước hết là để bảo đảm sự an toàn, tự do và hạnh phúc của mọi người dân. Quyền lập hiến phải thuộc về toàn dân, chứ không thể thuộc về bất kỳ một tổ chức hay cơ quan nào, kể cả Quốc hội. Cần xác định rõ chủ thể quyết định, ban hành hiến pháp là nhân dân. Lời nói đầu không phải là chỗ để tuyên dương công trạng của bất kỳ tổ chức hay cá nhân nào. Về chương I: Nếu hiến pháp thực sự do nhân dân quyết định thì việc định trước vai trò lãnh đạo nhà nước và xã hội thuộc về một tổ chức chính trị hay một tầng lớp là trái với quyền làm chủ của nhân dân, quyền con người, quyền công dân và ngược với bản chất của một nhà nước pháp quyền.[18]
- Kiến nghị về quyền con người: yêu cầu sửa Dự thảo theo đúng tinh thần của Tuyên ngôn Quốc tế về Nhân quyền năm 1948 và các công ước quốc tế mà Việt Nam đã tham gia.
- Kiến nghị về sở hữu đất đai: Không thừa nhận sở hữu tư nhân, tập thể, cộng đồng về đất đai cùng tồn tại với sở hữu nhà nước là tước đoạt một quyền tài sản quan trọng bậc nhất của người dân. Đánh đồng sở hữu nhà nước với sở hữu toàn dân về đất đai là tạo điều kiện cho quan chức các cấp chính quyền tham nhũng, lộng quyền, bắt tay với nhiều tư nhân, doanh nghiệp cùng trục lợi, gây thiệt hại cho nhân dân, đặc biệt là nông dân.
- Kiến nghị về tổ chức Nhà nước: phải phân biệt rạch ròi các nhánh lập pháp, hành pháp và tư pháp cũng như các cơ quan hiến định khác. Tất cả các cơ quan nhà nước phải tuân thủ Hiến pháp và luật.
- Kiến nghị về lực lượng vũ trang: Mọi hoạt động của các lực lượng vũ trang chỉ để bảo vệ sự toàn vẹn của lãnh thổ quốc gia và phục vụ nhân dân. Lực lượng vũ trang phải trung thành với Tổ quốc và nhân dân chứ không phải trung thành với bất kỳ tổ chức nào.
- Kiến nghị về trưng cầu dân ý đối với Hiến pháp: "Bảo đảm quyền phúc quyết của nhân dân đối với Hiến pháp, thông qua trưng cầu dân ý được tổ chức thật sự minh bạch và dân chủ với sự giám sát của người dân và báo giới."

Tuy nhiên, nguyên Bộ trưởng Bộ Tư pháp Nguyễn Đình Lộc, người được cho là dẫn đầu nhóm Kiến nghị 72, trong buổi phỏng vấn với VTV đã bác bỏ việc mình đóng vai trò đại diện cho nhóm này, nói rằng tư cách trưởng đoàn chỉ được trao cho ông vào phút chót vì "tín nhiệm", và rằng "trước đó thì thật ra những cái bản ấy tôi không tham gia, đến lúc đó thì mới giao cho tôi trao, trước đó không trao đổi kĩ". Báo Đại Đoàn Kết hôm 9/3/2013 đăng bài nói một cuộc điều tra của báo này cho thấy nhiều chữ ký trong bản kiến nghị này là "nguỵ tạo".

### Nhóm Cùng viết Hiến pháp
Nhóm Cùng Viết Hiến pháp do các giáo sư Ngô Bảo Châu, Đàm Thanh Sơn và cựu Tổng Biên tập báo VietnamNet Nguyễn Anh Tuấn khởi xướng, Ban biên tập gồm có: Giáo sư Nguyễn Đăng Dung, Giáo sư chuyên ngành luật hiến pháp, Khoa Luật Đại học Quốc gia Hà Nội; Ông Bùi Đức Lại, nguyên chuyên gia cao cấp Ban Tổ chức Trung ương; Khương Duy, luật gia, chuyên ngành luật hiến pháp; Nguyễn Ái Cần, luật gia. Nhóm Cùng Viết Hiến pháp đã tổ chức trưng cầu ý kiến thông qua trang mạng Cùng Viết Hiến pháp từ tháng 2/2013. Các đề xuất của nhóm Cùng Viết Hiến pháp liên quan tới sửa đổi 29 điều trong Dự thảo sửa đổi Hiến pháp và thêm một điều mới. Nhóm Cùng Viết Hiến pháp đã tập hợp được nhiều bài viết có giá trị của các tác giả có uy tín về Hiến pháp và sửa đổi Hiến pháp.

### Hội đồng Giám mục Việt Nam
Ngày 1 tháng 3 năm 2013, Hội đồng Giám mục Việt Nam đại diện cho giới Công giáo Việt Nam chính thức gửi thư nhận định và góp ý sửa đổi Hiến pháp cho Uỷ ban Dự thảo sửa đổi Hiến pháp năm 1992. Qua lá thư này, họ chất vấn chính quyền Việt Nam về việc làm sao có thể thực hiện quyền tự do ngôn luận và tự do sáng tạo văn học, nghệ thuật khi mà tư tưởng bị đóng khung trong một chủ thuyết là Chủ nghĩa Marx-Lenin và Tư tưởng Hồ Chí Minh. Họ đề xuất nền tảng chủ thuyết để tổ chức và điều hành xã hội Việt Nam là truyền thống văn hóa phong phú của dân tộc chứ không phải bất kỳ một hệ ý thức nào khác. Thư này cũng cho rằng Hiến pháp Việt Nam không nên và không thể khẳng định sự lãnh đạo mặc nhiên, không thông qua bầu cử của bất kỳ đảng phái chính trị nào. Thư góp ý đề xuất nhà nước Việt Nam thực hiện mô hình quản lý theo kiểu tam quyền phân lập: lập pháp, hành pháp và tư pháp; phân biệt rõ vai trò của đảng cầm quyền và nhà nước pháp quyền. Nhìn chung, thư góp ý sửa đổi Hiến pháp này được sự ủng hộ của nhiều tín hữu và giới bất đồng chính kiến. Có ghi nhận rằng nhiều giáo xứ, tổ chức Công giáo trong và ngoài nước đã tổ chức lấy ý kiến ủng hộ cho thư góp ý đó.

### Kiến nghị khác
GS Nguyễn Minh Thuyết nêu lại một số thay đổi trong quy định tại Điều 4 của Hiến pháp năm 1980 đến Hiến pháp 1992 về vai trò lãnh đạo của Đảng CSVN: "Nhà nước Cộng hoà xã hội chủ nghĩa Việt Nam là nhà nước pháp quyền xã hội chủ nghĩa" và toàn bộ mô hình tổ chức, hoạt động của bộ máy Nhà nước đã thể hiện tính chất xã hội chủ nghĩa trong một bản hiến pháp được toàn dân đồng tình qua trưng cầu ý dân rồi thì dù không có Điều 4 cũng không ai xóa bỏ được chế độ xã hội chủ nghĩa, xóa bỏ được vai trò lãnh đạo của Đảng ở nước ta", ông Lê Tiến, hội viên Hội luật gia Việt Nam, đề nghị Hiến pháp sửa đổi nên có một chương riêng về Đảng, trong đó nêu rõ trách nhiệm cụ thể của Đảng với tư cách lãnh đạo Nhà nước và xã hội.
Nhiều ý kiến cần có cơ chế người dân giám sát Đảng Cộng sản.
Nhiều người dân muốn thay tên nước là Việt Nam Dân chủ Cộng hòa.
Có phương án đưa ra không hiến định kinh tế nhà nước là chủ đạo. Theo ông Vũ Tiến Lộc, việc không nói đến vai trò chủ đạo của kinh tế nhà nước trong thành phần kinh tế là phù hợp vì nói cạnh tranh thì phải bình đẳng theo quy định pháp luật.
Đại biểu Quốc hội Nguyễn Văn Tiên (Tiền Giang) đề nghị cần đưa quần đảo Hoàng Sa và Trường Sa và đất đai cương thổ vào phần lời nói đầu của Hiến pháp.

## Dự thảo cuối cùng
Bản dự thảo cuối cùng "Dự thảo sửa đổi Hiến pháp 1992" đã được chính thức công bố đăng tải trên website Chính phủ. Dự thảo này là bản do Ban Biên tập Hiến pháp, Ủy ban Pháp luật của Quốc hội do ông Phan Trung Lý làm chủ nhiệm Ủy ban.
Những vấn đề hệ trọng như: Chế độ chính trị, tên nước, vai trò lãnh đạo duy nhất của đảng cầm quyền, bản chất lực lượng vũ trang, chế độ sở hữu toàn dân… đều không thay đổi so với dự thảo ban đầu. Theo đó, sẽ không đổi tên nước, không thành lập Hội đồng Hiến pháp, vẫn thu hồi đất cho dự án kinh tế - xã hội, vẫn giữ Điều 4 về sự lãnh đạo duy nhất của Đảng Cộng sản, Kinh tế Nhà nước vẫn giữ vai trò chủ đạo.
Tuy vậy, Tổng Bí thư Đảng Cộng sản Nguyễn Phú Trọng nói: "Dự thảo lần này so với trước được ưu điểm là ngắn gọn, súc tích hơn, nhưng chuẩn xác thì chưa, hay thì lại càng chưa, chưa có sức vang vọng như lời hiệu triệu kêu gọi. Có đại biểu nói lời nói đầu tốt lắm rồi mà tôi thì còn băn khoăn".
Ngày 14/11/2013, Văn phòng Quốc hội thông báo thay vì cùng thảo luận toàn thể hội trường về dự thảo hiến pháp, đại biểu Quốc hội chỉ có thể "góp ý trực tiếp" qua "phiếu góp ý". Các buổi thảo luận toàn thể hội trường của Quốc hội thường được truyền hình trực tiếp. Báo Người Việt cho rằng quyết định hủy buổi thảo luận cuối cùng của các đại biểu Quốc hội về dự thảo hiến pháp chỉ ra rằng nhóm cho thấy lãnh đạo không đủ tự tin về khả năng kiểm soát và chi phối Quốc hội Việt Nam.
Ngày 15/11/2013, nhóm khởi xướng và hưởng ứng Kiến nghị 72 đã phát hành một thư ngỏ kêu gọi các đại biểu quốc hội dừng việc thông qua dự thảo hiến pháp. Nhóm này nhận định, dự thảo hiến pháp được trình cho Quốc hội Việt Nam xem xét để thông qua "về cơ bản vẫn như hiến pháp hiện hành, thậm chí có một số điểm còn thụt lùi hơn trước" và "điều đó có nghĩa là vẫn duy trì một nền tảng pháp lý lỗi thời của thể chế toàn trị, là nguồn gốc đã gây ra cho đất nước và nhân dân rất nhiều thảm họa, đặc biệt là cuộc khủng hoảng trầm trọng về chính trị – kinh tế – văn hóa – xã hội mà cả nước đang lâm vào và vẫn chưa có lối thoát".
Ngày 28/11/2013, Quốc hội Việt Nam khóa 13 đã thông qua dự thảo Hiến pháp sửa đổi với tỷ lệ 97%, kết thúc Đợt sửa đổi Hiến pháp 2013. Trong số 488 đại biểu có mặt ở hội trường trong thời khắc thông qua, có 2 đại biểu đã không bấm nút thông qua. Ông Dương Trung Quốc là một trong hai người đó.
Có 12 điều mới được đưa vào Hiến pháp mới, đó là: Các điều về nhân quyền (Điều 19, 34, 41-43), ngân sách nhà nước (điều 55), Chính quyền địa phương, Hội đồng bầu cử, Kiểm toán Nhà nước.

## Công bố
Sáng ngày 9 tháng 12, Văn phòng Chủ tịch nước tổ chức họp báo công bố lệnh của Chủ tịch nước. Thừa ủy quyền của Chủ tịch nước, Phó Chủ nhiệm thường trực Văn phòng Chủ tịch nước Giang Sơn đã công bố Lệnh số 18/2013/L-CTN ngày 8 tháng 12 năm 2013 về việc công bố Hiến pháp và Lệnh số 19/2013/L-CTN ngày 8 tháng 12 năm 2013 về việc công bố Nghị quyết của Quốc hội.

## Quan tâm quốc tế
Murray Hiebert, Phó Giám đốc và Kyle Springer, Chủ tịch Sumitro về Nghiên cứu Đông Nam Á của Trung tâm Nghiên cứu Quốc tế và Chiến lược ở Washington (CSIS) nói Chính phủ Hoa Kỳ cần theo dõi Điều 19 của sửa đổi Hiến pháp về vai trò chủ đạo của kinh tế nhà nước. Bởi vì điều này có thể trái với những điều khoản trong Hiệp định Thương mại Xuyên Thái Bình Dương, mà Việt Nam muốn tham gia. Theo đó các nước hội viện phải coi các doanh nghiệp trong nước và nước ngoài như nhau.
Tờ Economist cho rằng Trung Quốc khó có thể là nguồn tham khảo học tập cho việc thay đổi hiến pháp hiện nay, khi mà tình hình Đảng Cộng sản Việt Nam tương đối khủng hoảng, khác với láng giềng Trung Quốc.
Trong một văn thư vừa gửi tới Chủ tịch Quốc hội, Tổ chức Theo dõi Nhân quyền phát biểu rằng Quốc hội Việt Nam cần đảm bảo bản hiến pháp sửa đổi của Việt Nam đáp ứng được đầy đủ các tiêu chuẩn quốc tế về nhân quyền. Tổ chức này cho rằng các nghị viên Quốc hội đang đứng trước một ngã rẽ lịch sử và nên sử dụng thời cơ này để mang lại những thay đổi có ý nghĩa cho hệ thống hiến pháp và pháp luật: "Đây là cơ hội duy nhất trong cả một thế hệ để thay đổi hiến pháp Việt Nam sao cho các quyền tự do cơ bản của người dân được bảo đảm, ví dụ như quyền kêu gọi dân chủ hay thành lập các công đoàn độc lập và các tổ chức chính trị độc lập".

## Dư âm sau đợt sửa đổi

### Ca ngợi
- Chủ tịch Quốc hội Nguyễn Sinh Hùng nói: "Dự thảo hiến pháp đã thể hiện được ‘Ý Đảng, lòng dân’.[44] Hiến pháp được thông qua giữ nguyên Điều 4 quy định vai trò lãnh đạo của Đảng Cộng sản đối với đất nước nhưng có bổ sung thêm quy định về trách nhiệm của Đảng trước nhân dân. Một điểm khác nữa là Chủ tịch nước được quy định là người ‘Thống lĩnh lực lượng vũ trang nhân dân, giữ chức Chủ tịch Hội đồng quốc phòng và an ninh’. Hai nội dung khác là vai trò chủ đạo của kinh tế nước và thu hồi đất để phục vụ phát triển kinh tế-xã hội vẫn giữ nguyên.
- Báo Quân đội Nhân dân cho là: "Toàn bộ tinh thần của Hiến pháp 2013 là Hiến pháp của con người, vì con người, phục vụ con người."[45]

### Chỉ trích
- Tổ chức Human Rights Watch chỉ trích kịch liệt bản Hiến pháp này và cho rằng bản hiến pháp sửa đổi của Việt Nam đã không đáp ứng mong muốn thay đổi và cải cách của người dân và về cơ bản Việt Nam vẫn là một nhà nước độc đảng và bản hiến pháp cho phép giới hữu trách giới hạn các quyền cơ bản bằng những ngôn từ mơ hồ bất kỳ khi nào họ muốn.[46] Tuy nhiên, Chủ tịch Quốc hội Nguyễn Sinh Hùng khẳng định, Hiến pháp là văn kiện chính trị pháp lý đặc biệt quan trọng, là luật cơ bản, luật gốc của Nhà nước, phản ánh ý chí, lợi ích toàn dân tộc, định hướng chiến lược cho sự phát triển đất nước trong thời kỳ mới.[47]
- Ông Nguyễn Quang A nhận xét Hiến pháp mới là "Bình mới rượu cũ".[48] Phòng Thương mại Hoa Kỳ tại Việt Nam (Amcham) nói trong một thông cáo rằng thất bại trong việc giảm vai trò của doanh nghiệp nhà nước trong hiến pháp sửa đổi là một chỉ dấu cho thấy đất nước này không mặn mà để cạnh tranh kinh tế toàn cầu.[44]
- Phó Giáo sư Tương Lai nói: "Hiến pháp mới này là một bước lùi vì sẽ đưa dân tộc vào con đường khó khăn trước những thách thức của thời đại, khi thế giới đang có rất nhiều biến động."[44]
- Ông Dương Trung Quốc, một trong hai đại biểu quốc hội không bấm nút thông qua dự thảo Hiến pháp, nói lý do ông không thông qua: "Cái khiến tôi băn khoăn là trong lịch sử lập hiến của nước ta, đây là lần đầu tiên trong lời nói đầu của Hiến pháp viết thẳng quan niệm Hiến pháp chỉ là "thể chế hoá cương lĩnh" của Đảng và kế thừa những Hiến pháp có trước. Nhiều vấn đề mà quá trình thảo luận trong quá trình sửa đổi Hiến pháp còn chưa ngã ngũ...những vấn đề liên quan đến hệ thống chính quyền địa phương, chính quyền đô thị, hội đồng nhân dân các cấp quá trình thảo luận còn chưa rõ ràng.[49]
- Theo Thời báo Phố Wall, Phil Robertson, Phó Giám đốc Human Rights Watch’s Asia Division nói: "Việc thông qua này thật rất đáng thất vọng, khi Việt Nam vừa trở thành thành viên Hội đồng Nhân quyền Liên hợp quốc. Thay vì lắng nghe ý kiến đóng góp của hàng 'ngàn' người dân về thúc đẩy nhân quyền và một nhà nước vì dân hơn, thì nay Quốc hội bỏ phiếu vì ý nguyện của Đảng Cộng sản và Chính phủ".[50]